# Hugo Weczerek
Hugo Josef Maria Weczerek (ur. 17 grudnia 1909 w Salzburgu, zm. 14 grudnia 1984 w Klagenfurcie) – austriacki szermierz, brązowy medalista mistrzostw świata.
Podczas mistrzostw świata w Paryżu w 1937 roku Austriacy w składzie: Ernst Baylon, Kurt Ettinger, Roman Fischer, Josef Losert, Hans Lion i Hugo Weczerek zdobyli brązowy medal we florecie drużynowym. Był to jego jedyny start olimpijski.
Na igrzyskach olimpijskich w Berlinie w 1936 roku był piąty w szabli drużynowej. Startował tam również w szpadzie drużynowej, w której Austriacy odpadli w pierwszej rundzie. Były to jego jedyne starty olimpijskie.